# Román Golobart
Román Golobart Benet (Barcelona, 21 maart 1992) is een Spaanse voetballer die in het seizoen 2015/16 uitkomt voor Racing Ferrol in de Segunda División B.

## Carrière
Golobart begon zijn carrière in zijn geboortestad Barcelona bij RCD Espanyol, die hij in augustus 2009 verliet om te gaan spelen voor Wigan Athletic in de Premier League.  Toenmalig coach van Wigan, Roberto Martinez, noemde zijn landgenoot een groot talent. Toch wist Golobart zich niet in de ploeg te knokken en zat hij de eerste twee seizoenen voornamelijk op de bank.
In het seizoen 2011/12 werd vervolgens besloten hem uit te lenen aan Inverness CT in de Scottish Premier League. Door de fans van die club werd hij aan het eind van het seizoen uitgeroepen tot "speler van het seizoen".
In augustus 2012 volgde een nieuwe verhuurperiode, ditmaal voor een half jaar aan Tranmere Rovers FC destijds uitkomend in de Football League One.
Na de twee verhuurperiodes keerde Golobart terug bij Wigan en maakte hij zijn officiële debuut voor de club op 5 januari 2013 in het duel tegen of de FA Cup tegen AFC Bournemouth. Diezelfde maand zou hij nog debuteren in de competitie tegen Stoke City waar hij de volle 90 minuten mee speelde. In totaal kwam hij tot drie wedstrijden voor de club in de Premier League.
Golobart kon aan het einde van het seizoen 2012/13 zijn contract verlengen bij Wigan, maar besloot deze af te slaan. Hij maakte de overstap naar de 2. Bundesliga om te gaan spelen voor 1.FC Köln waar hij een contract voor drie jaar tekende tot 30 juni 2016.

## Erelijst
Wigan Athletic
- FA Cup

2012/2013